# Carex strictiformis
Carex strictiformis là một loài thực vật có hoa trong họ Cói. Loài này được Almq. mô tả khoa học đầu tiên năm 1879.